# Dongliao
Dongliao, tidigare stavat Tungliao, är ett härad som lyder under Liaoyuans stad på prefekturnivå i Jilin-provinsen i nordöstra Kina.